# Wilfried Puis
Wilfried Puis (Oostende , 1943. február 18. – 1981. október 21.) belga válogatott labdarúgó.
A belga válogatott tagjaként részt vett az 1970-es világbajnokságon.

## Sikerei, díjai
Anderlecht
- Belga bajnok (6):  1961–62, 1963–64, 1964–65, 1965–66, 1966–67, 1967–68
- Belga kupa (1): 1964–65